# Керкем
Ке́ркем (англ. Kirkham) — небольшой город и община в районе Файлд, Ланкашир, в Англии. Находится между городами Блэкпул и Престон (11 миль до Престона), рядом с также небольшим городом Уэшам. На 2011 год население составило более 7,120 человек.

## История
В своей книге Джон Портер описал Керкем как «... вероятно, самую раннюю обитаемую местность в районе Файлд». Остатки лося с двумя гарпунами в нём, найденные в деревне Карлтон в 1960 году, предполагают, что район Файлд был заселён ещё 8000 лет до н. э.
Название «Керкем» произошло от датских «kirk» (церковь) и «ham» (дом). Первое упоминание датируется 1086 годом. Рынок города был основан королём Генрихом III в 1270 году.

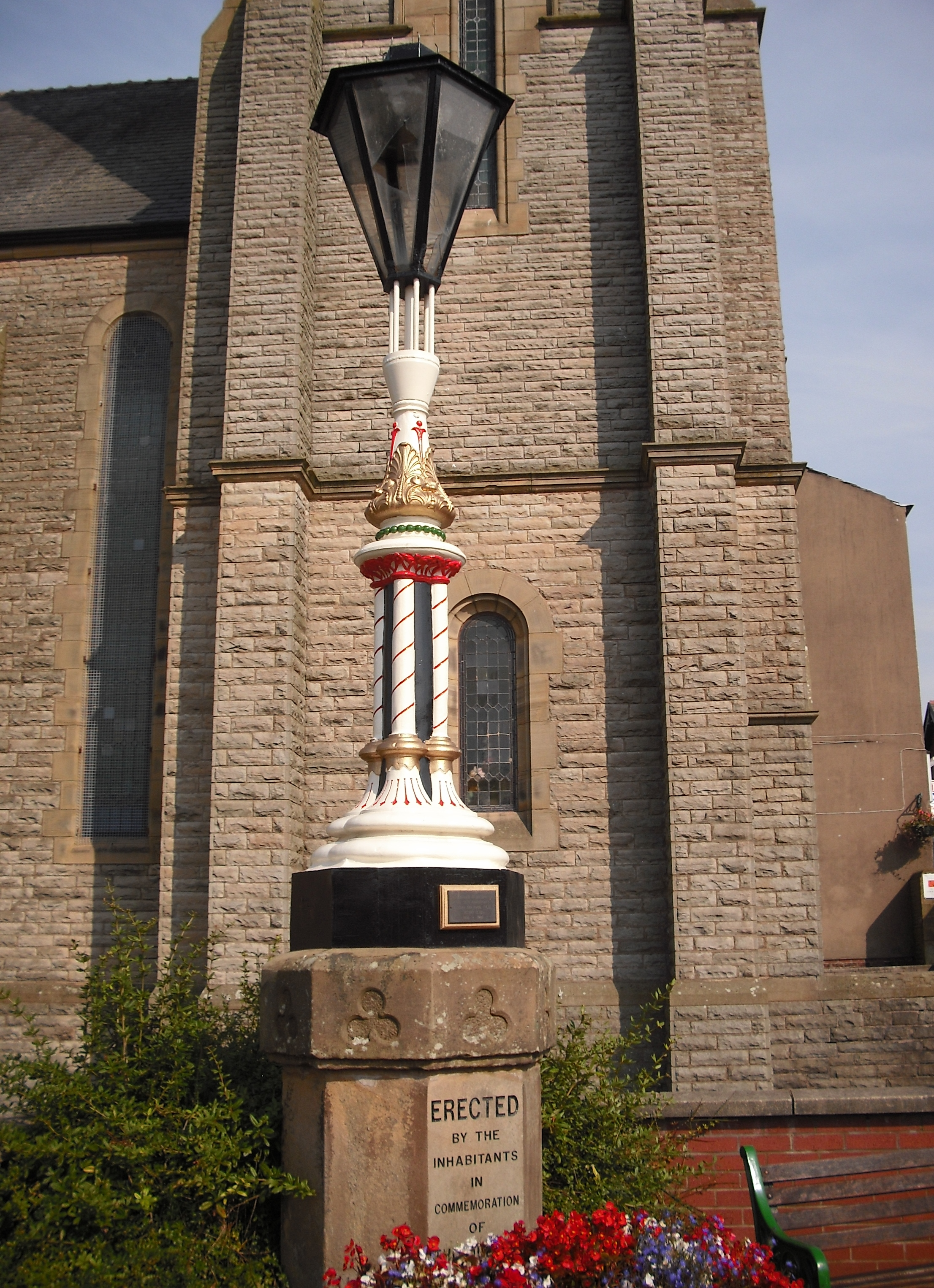
Мемориал Королеве Виктории

В XV—XVI веках Керкем был маленьким рыночным городом, однако в конце XVII века город превратился в процветающий текстильный центр. В 1549 году была открыта первая школа. С 1830 года в городе ткали паруса, сначала в коттеджах в городе, а затем на льняных мельницах, построенных в 1861 году Джоном Бирли.
В 1792 году в городе был найден римский латунный щит с изображением орла.
В 1840 году в городе открылась Керкемская и Вешамская железнодорожная станция.
В 1887 году на окраине города был построен мемориал в честь Золотого юбилея королевы Виктории. Позднее мемориал был перенесён на участок, прилегающий к Объединенной реформатской церкви.
В 1925 году в Керкеме рисовал английский художник Лоуренс Лаури. В конце XX века на окраине города было построено несколько жилищных объектов.

## Религия

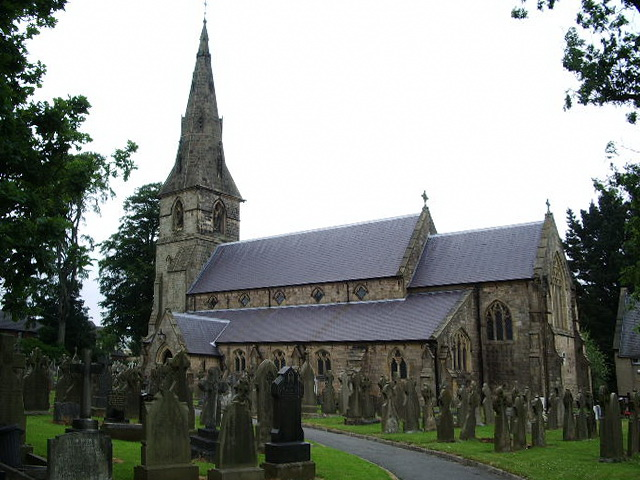
Церковь Иоанна Богослова в Керкеме

В Керкеме располагается англиканская приходская церковь Святого Михаила, возможно, одна из самых древних в городе. Первое упоминание о ней датируется 684 годом.
Также в городе есть католическая церковь Иоанна Богослова, построенная в 1854 году, Объединённая Реформатская церковь, находящаяся на Полутон-стрит и Методистская церковь, находящаяся на Нельсон-стрит.
Ранее в городе была часовня. На данный момент она разрушена и от неё осталось лишь кладбище.

## Города-побратимы
Германия, Бад-Брюккенау
 Франция, Анкинис

## Спорт
В 1908 году в городе был открыт общественный плавательный бассейн, который служил более века. 8 февраля 2008 года была начата кампания по спасению бассейна от закрытия, в которой участвовало более 3000 местных сторонников. Сейчас бассейн управляется волонтёрской организацией YMCA.
В городе есть собственный футбольный клуб A.F.C. Fylde (действует с 1988 года). До 2008 года он был известен как Kirkham and Wesham F.C, но название было изменено, чтобы привлечь бо́льшее количество людей со стороны побережья района.

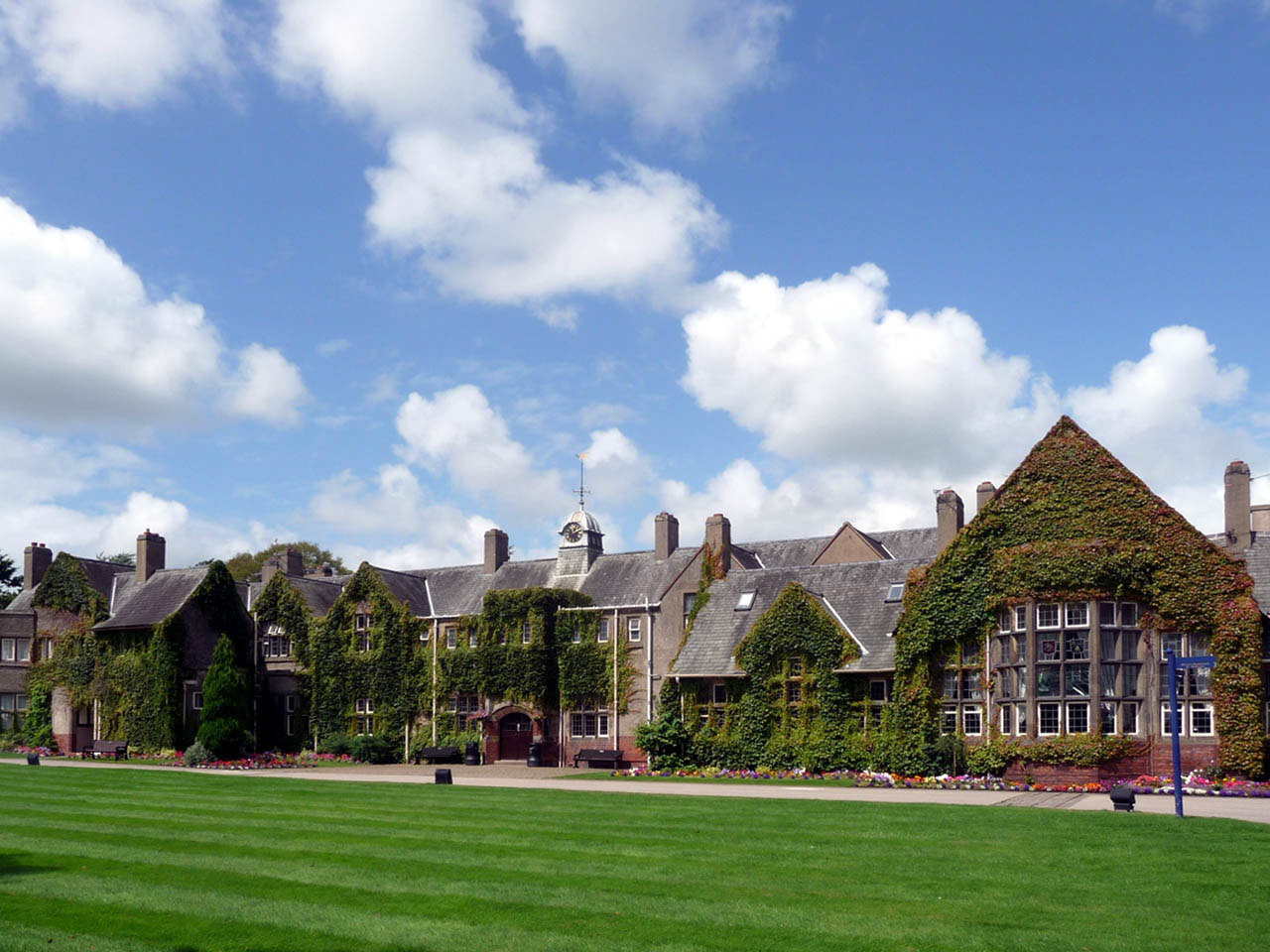
Kirkham Grammar School

## Образование
В городе есть две средние школы: Carr Hill High School, общеобразовательная школа, которая состоит из 6 классов и Kirkham Grammar School, независимая школа, передняя часть которой входит в список наследия Англии. В Керкеме также есть небольшая библиотека, открытая в 1939 году.

## Достопримечательности
- Церковь Святого Михаила
- Керкемская библиотека

Керкемская и Вешамская железнодорожная станция

- Керкемская и Вешамская железнодорожная станция
- Церковь Иоанна Богослова
- Керкемская льняная мельница
- Деревенский дом
- Керкемская Объединённая Реформатская церковь
- Керкемские бассейны
- Керкемская Методистская церковь

## Внешние ссылки
- A comprehensive history of Kirkham
- Roman Roads in Lancashire
- Geograph images of Kirkham
- Historic Town Assessment Report (Archaeological and Historical Report)
- Kirkham Twinning Association
- Kirkham Methodist Church